# سئونه
سئونه (به صربی: Seone) یک منطقهٔ مسکونی در صربستان است که در اسمدرفو واقع شده‌است. سئونه ۹۹۴ نفر جمعیت دارد.